# Astragalus chamaeleuce
Astragalus chamaeleuce är en ärtväxtart som beskrevs av Asa Gray. Astragalus chamaeleuce ingår i släktet vedlar, och familjen ärtväxter. Inga underarter finns listade i Catalogue of Life.

## Bildgalleri

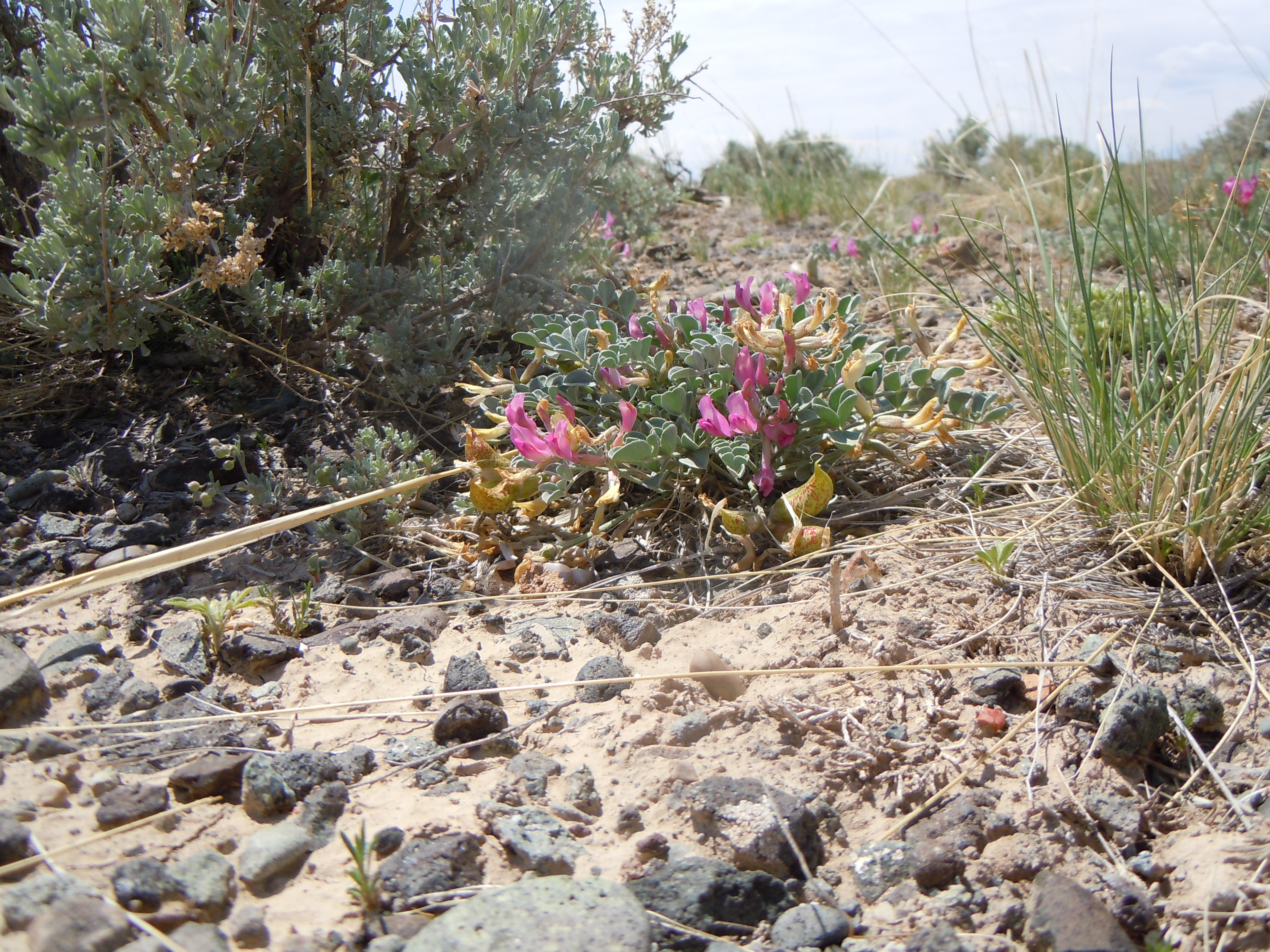
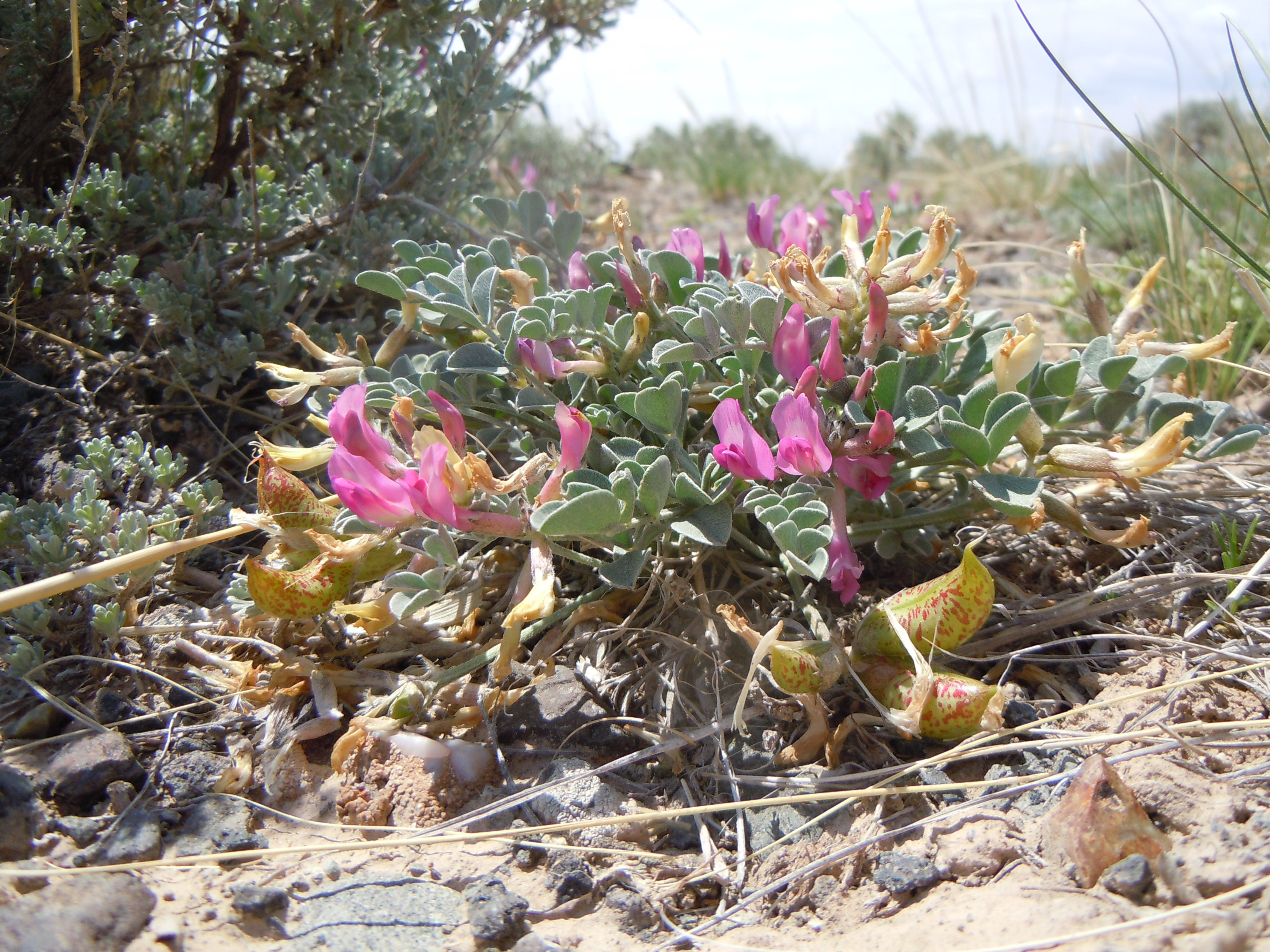
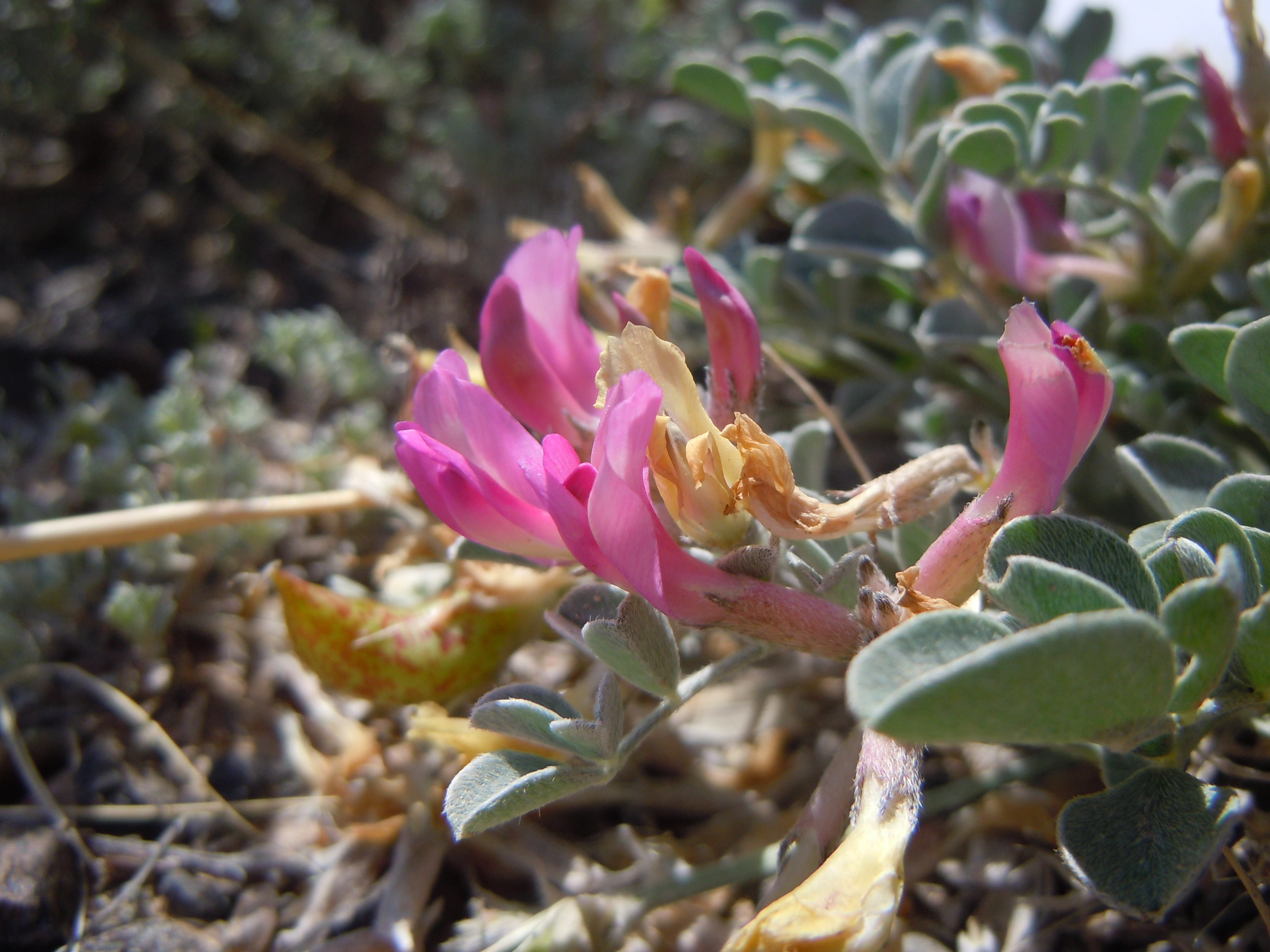
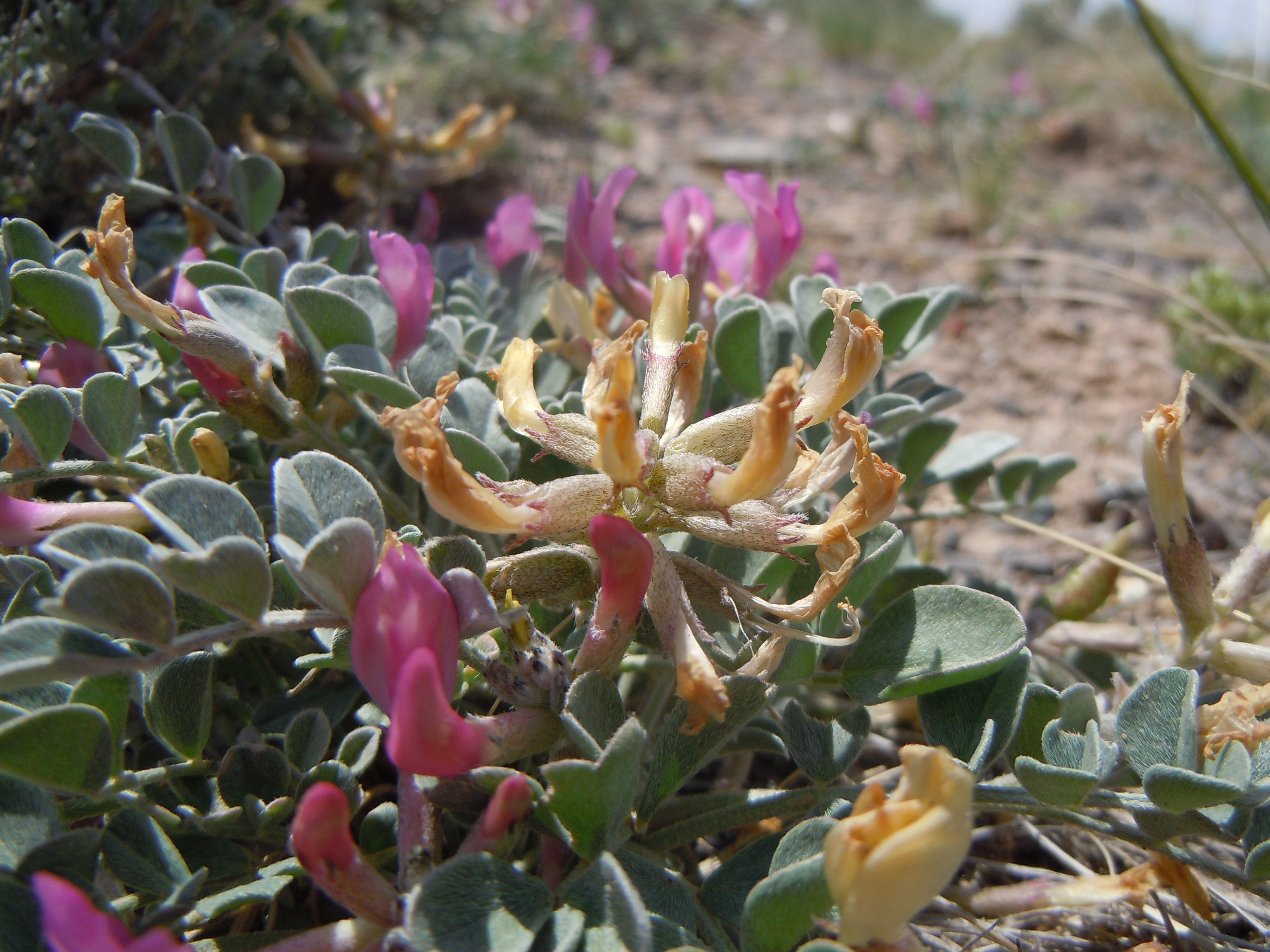